# Мандомба
«Мандомба» (англ. The Snuke) — 4 эпизод 11 сезона (№ 157) сериала «Южный Парк», премьера которого состоялась 28 марта 2007 года. Серия пародирует сериал 24 часа. Эпизоду был присвоен рейтинг TV-MA. Название эпизода — это смешение слов «Nuke» — «атомная бомба» и «Snizz» — «вагина».

## Сюжет
В классе новенький: мальчик по имени Бахир Хассам Абдул Хаким. Эрик потрясён и отказывается сидеть рядом с ним, потому что боится, что этот мусульманин всех взорвёт. Чтобы доказать свою правоту, Эрик затевает расследование и подключает к нему Кайла и офицера Барбреди. В итоге Картман с помощью Кайла заключает, что целью Бахира Хасана будет Хиллари Клинтон, которая скоро будет выступать в Саут-Парке. Картман звонит главе ЦРУ и добивается, чтобы его соединили с президентом Бушем. В результате его предупреждение передают самой Хиллари. Та говорит, что террористам её не запугать.
Внезапно оказывается, что против Хиллари действительно готовится атака: группа террористов собирается взорвать бомбу, и у них есть свой человек в штабе Клинтон (они говорят с русским акцентом, на стене в их логове висит флаг СССР, они обращаются друг к другу «товарищ»).
Во время выступления Хиллари перед Саут-Парком ЦРУ использует специальную свинью, натренированную искать взрывчатку. В конце концов свинья находит бомбу в вагине Хиллари. Тип атомных бомб (nuke), предназначенных для размещения в вагине (snatch), называется snuke — мандомба (В переводе MTV — «Пизбомба»). Теперь необходимо срочно найти детонатор, иначе всё население Саут-Парка «умрёт… навсегда». Препятствие в том, что обезвредить бомбу не получится, потому что никто не собирается за ней лезть.
Картман и ЦРУ занимаются поисками детонатора, а Стэн и Кайл находят в интернете досье русского коммуниста и террориста, Владимира Столфского (англ. Vladimir Stolfsky). Это террорист из группы, готовящей атаку на Хиллари Клинтон. Агенты ЦРУ допрашивают родителей Бахира Хасана, Картман применяет к ним пытки — пердит им в лицо. Выясняется, что Бахир Хасан в гостях у Баттерса. Тем временем агенты различных служб по очереди врываются в комнату Кайла и берут расследование под свой контроль. Когда дело переходит под контроль администрации президента, Кайл убеждается в её беспомощности и берёт командование операцией в свои руки.
Картман добирается до Бахира Хасана, но тут их похищают террористы (им стало известно, что это Картман предупредил ЦРУ). Владимир Столфский объясняет, что они — всего лишь наёмники, работающие на старейшего врага Америки, и этот враг — не мусульмане, не коммунисты и даже не немцы, а англичане. Атака на Хиллари — всего лишь отвлекающий манёвр. Вскоре Кайл и Стэн получают всю эту информацию через интернет, в здание к террористам врываются агенты ФБР и убивают их. К берегам США направляется английский флот, состоящий исключительно из парусных фрегатов. Но против флота посылается эскадрилья американских истребителей, которая его уничтожает. Узнав об этом, королева Англии кончает с собой.
Угроза позади, и Кайл говорит, что не надо во всем винить мусульман, потому что фактически Америку ненавидит бо́льшая часть мира. Картман возражает, что если бы он не винил во всем мусульман, то не удалось бы спасти Саут-Парк от ядерного взрыва.

## Отзывы
IGN оценил эпизод на 9 из 10 баллов, и назвал его «выдающимся». TV Squad назвал эпизод весёлым, но не очень ярким.